# Fundación Padre Anchieta
La Fundación Padre Anchieta (en portugués Fundação Padre Anchieta) es una fundación brasileña con sede en São Paulo que desarrolla actividades públicas de difusión educativa. Es propietaria de la cadena TV Cultura y de las emisoras de radio Cultura FM y Rádio Cultura Brasil. También es miembro asociado a la Unión Europea de Radiodifusión .

## Historia
Creada y fundada por el gobierno del estado de São Paulo en el año 1967, la Fundación Padre Anchieta, como fundación gubernamental, goza de autonomía intelectual, política y administrativa. Sus actividades son mantenidas gracias a:
- Transferencias presupuestarias del gobierno, validadas por el Gobernador y la Asamblea Legislativa
- Financiación del sector privado a través del apoyo cultural, donaciones y la publicidad
- Alianzas con otras entidades de comunicación social como radio y televisión
- Licencias para la venta de videos y productos registrados por la fundación

Las emisoras de la Fundación Padre Anchieta elaboran programas de interés público.
En 2006 TV Cultura recibió de los fondos públicos 74,7 millones de reales (la mayor parte del presupuesto de la fundación), y 36,2 millones de reales transferidos desde fuentes privadas (patrocinadores y colaboradores).

## Junta directiva
La junta directiva de la Fundación Padre Anchieta está compuesta por 47 miembros:
- Tres miembros vitalicios
- Veinte miembros naturales
- Veintitrés miembros elegibles
- Un representante de los empleados de la Fundación

Los miembros vitalicios son aquellos designados según lo establecido en la escritura de donación del Solar Fábio Prado a la Fundação Padre Anchieta por parte de la Sra. Renata Crespi da Silva Prado.
Son miembros naturales:
1. El Presidente de la Comisión de Educación de la Asamblea Legislativa del Estado de São Paulo.
2. El Presidente de la Comisión de Cultura de la Asamblea Legislativa del Estado de São Paulo.
3. El Secretario de Estado de Cultura.
4. El Secretario de Estado de Educación.
5. El Secretario de Estado de Hacienda.
6. El Secretario de Educación del Municipio de São Paulo.
7. El Secretario de Cultura del Municipio de São Paulo.
8. El Rector de la Universidad de São Paulo.
9. El Rector de la Universidad Estatal de Campinas.
10. El Rector de la Universidad Estatal Paulista "Júlio de Mesquita Filho".
11. El Rector de la Pontificia Universidad Católica de São Paulo.
12. El Rector de la Universidad Mackenzie.
13. El Presidente del Consejo Estatal de Educación.
14. El Presidente del Consejo Estatal de Cultura.
15. El Presidente de la Fundación de Apoyo a la Investigación del Estado de São Paulo.
16. El Presidente de la Sociedad Brasileña para el Progreso de la Ciencia.
17. El Presidente de la Unión Brasileña de Escritores.
18. El Presidente de la Asociación Brasileña de Mantenedores de la Enseñanza Superior o su representante debidamente acreditado.
19. El Presidente de la Unión Estatal de Estudiantes.
20. El Coordinador General del Pensamiento Nacional de las Bases Empresariales o su representante debidamente acreditado.

Los 23 candidatos deben ser elegidos por la mayoría absoluta del Consejo Directivo entre personalidades de reputación probada, dedicados a la educación, la cultura u otros intereses de la comunidad. Los miembros electos ejercerán su mandato durante un período de tres años, renovándose anualmente la composición del tercio de la categoría y permitiéndose una reelección.
Los administradores de la Fundación tienen que ser brasileños nativos, y su investidura en los respectivos cargos será precedida por la aprobación expresa del Ministerio de Comunicaciones. Los presidentes son elegidos cada tres años por el Consejo Directivo. El actual presidente es José Roberto Maluf, en el cargo desde el 13 de junio de 2019.

## Señales del grupo

### Radio
- Radio Cultura Brasil - Emisora generalista, educativa y musical.
- Cultura FM - Emisora de música clásica y jazz

### Televisión
- TV Cultura - Canal generalista y educativo, señal madre del grupo. También emite deportes.
- Multicultura - Canal educativo a distancia.
- TV Rá Tim Bum - Canal infantil con producciones originales.
- Univesp TV - Canal con cursos universitarios a distancia.

### Licencia
- Cultura Marcas

### Plataformas
- Cultura Play
  - Cultura Fast